# Saint-Pierre-d'Alvey
Saint-Pierre-d'Alvey är en kommun i departementet Savoie i regionen Auvergne-Rhône-Alpes i sydöstra Frankrike. Kommunen ligger i kantonen Yenne som tillhör arrondissementet Chambéry. År 2022 hade Saint-Pierre-d'Alvey 309 invånare.

## Befolkningsutveckling
Antalet invånare i kommunen Saint-Pierre-d'Alvey
| Referens: INSEE |